# Klucz Frontowy Nr 2 (Pe)
Klucz Frontowy Nr 2 (Pe) – polska jednostka lotnicza utworzona w marcu 1940 w jako jednostka Polskich Sił Powietrznych we Francji.

## Historia
Jednostka została przydzielona do francuskiej Groupe de Chasse II/6  (Grupy Myśliwskiej II/6) w Vouarces i wyposażona w samoloty Morane MS.406. 11 maja oddział przeniesiono na lotnisko Maubeuge, skąd brał udział w operacjach osłony bombowców. Na następnym lotnisku w Vertaine klucz był silnie bombardowany na skutek czego utracił część sprzętu latającego a także poniósł straty w personelu naziemnym (zginął m.in. sierż. Józef Żak - szef mechaników). 13 czerwca klucz przeniesiono do Auxerre, a tydzień później piloci wyjechali do Tuluzy celem otrzymania nowych samolotów Dewoitine D.520, jednak już w nocy 23 czerwca otrzymali rozkaz udania się do Oranu gdzie jednostkę rozformowano.
W trakcie całej kampanii jednostka uzyskała 1 1/2 zwycięstwa nie ponosząc żadnych strat w powietrzu.

## Piloci jednostki
- kpt. Jan Pentz – dowódca
- ppor. Włodzimierz Karwowski
- ppor. Bohdan Anders